# Lapsi
Lapsi (lat.: posrnuli, kolebljivci) je izraz koji se u doba ranog kršćanstva koristio za otpadnike od Crkve, prije svega za one koji su to postali iz pragmatičnih razloga kako bi izbjegli smrt, zatvaranje i druge neugodnosti za vrijeme progona u Rimskom Carstvu od 1. do 4. stoljeća. Odnos prema lapsima i njihovim pokušajima da se, poslije smirivanja ili završetka progona vrate u Crkvu, bio je uzrokom velikih rasprava među ranim kršćanskim misliteljima i crkvenim dostojanstvenicima, kao i povod za nekoliko raskol. Rasprava o njihovu ponovnu primanju dovela je do podjele kartaških kršćana na lapsiste i rigoriste.

## Klasifikacija
Lapsi su se obično dijelili u nekoliko grupa.
1. Sacrificati: Oni koji su prinosili žrtve poganskim bogovima, odnosno idolima. Za njih je Crkva dozvoljava oprost od grijeha samo na samrtnoj postelji.
2. Thurificati: Ono koji su palili tamjan pred statuama rimskih bogova
3. Libellatici: Oni koji su davali pismene izjave (libellus), ili od vlasti ishodili službene potvrde, prema kojima su prinosili žrtve poganskim bogovima, a bez da su to stvarno učinilo. Za njih je bila predviđena pokora u trajanju od dvije godine.
4. Acta facientes: Oni koji su davali lažne iskaze kako bi spasili vlastite živote
5. Traditori, doslovno "izdajnici": Oni koji su, kako bi spasili živote, predavali svete spise, artefakte i/li odavali imena drugih kršćana.

## Poveznice
- Traditori
- Donatizam